# Jean-Gaspard Bernegger
Jean-Gaspard Bernegger, en allemand Johann Caspar Bernegger, né le 18 mars 1612 à Strasbourg et mort le 28 mai 1675 dans cette même ville, est un juriste, archiviste, secrétaire et diplomate alsacien et ammestre de Strasbourg.

## Biographie
Jean-Gaspard est le fils de Matthias Bernegger, mathématicien, astronome, philologue et historien. Son père, d'origine autrichienne, résidait à Strasbourg du fait de son travail à l'université. Jean-Gaspard naît le 18 mars 1612,.
Il suit des études juridiques à l’université de Strasbourg, puis il entre au service du Magistrat de la ville. Sa bonne maîtrise de la langue française lui vaut d'être chargé des affaires françaises à partir de 1636. Pour le compte du magistrat, il effectue de 1631 à 1657 une série de voyages à Paris et à Vienne ; il est notamment chargé par la Ville de négocier avec l'empereur la dispense de serment de fidélité à l'égard de ce dernier. En 1638, il est nommé commissaire de la chancellerie, puis secrétaire du grand Sénat en 1651. En 1654, il accède au poste de registrateur de la chancellerie.
En parallèle de sa carrière administrative il se lance dans la politique. Échevin de la tribu de la Mauresse en 1645, il est nommé directeur de la tribu de la Fleur en 1668 ; la même année, il est coopté par le Conseil des XV en 1668. Puis il est admis au Conseil des XIII en 1670. Enfin, en 1675 il est nommé ammestre de Strasbourg.
En 1638, il épouse Magdalena Beinheim, veuve de Friedrich von Dürckheim, marchand de Strasbourg ; après 1661, il se remarie avec Appolonia Sebitz, veuve de Johann Sebastien Gambs. Dans les deux cas, ces mariages furent sans enfant. Il meurt le 28 mai 1675 à Strasbourg,.

## Œuvre
- (la) Jean-Gaspard Bernegger, Forma Reipublicae Argentoratensis, Strasbourg, Simon Pauli, 1673, 231 p. (BNF 30091859)
- (de) Jean-Gaspard Bernegger, Kurtze Beschreibung etlicher Stätte Schlösser und Dörffer so umb Straszburg gelegen, Strasbourg, 1674, 63 p. (BNF 34131169)
- (la + de) Jean-Gaspard Bernegger, Descriptio particulae territorii Argentinensis. Kurtze Beschreibung etlicher Stätte, Schlösser und Dörffer welche umb Strassburg gelegen und auf beygehender Landtaffel benannet werden, Strasbourg, Simon Pauli, 1675, 73 p. (BNF 30091854)